# Штучний інтелект
Шту́чний інтеле́кт (ШІ, штучний розум, англ. artificial intelligence, AI) — це здатність обчислювальних систем виконувати завдання, які зазвичай співмірні з можливостями людського інтелекту (навчання, міркування, розв'язання питань, сприйняття та ухвалення рішень). Ці завдання можуть охоплювати прості дії, як-от розпізнавання мов чи зображень, та більш складні завдання, скажімо гра чи керування автомобілем, а також створення зображень і відтворення звуків, прогнозування погоди, вирішення складних логічних задач, тощо. Це розділ інформатики, який швидко розвивається та зосереджений на розробленні інтелектуальних машин, галузь досліджень яка створює та вивчає методи і програмне забезпечення, які дозволяють машинам сприймати світ і використовувати самонавчання й інтелект для здійснення дій, які щоразу збільшують їхні спроможності на досягнення визначеної мети.

## Загальний опис
Штучний інтелект (ШІ) — це галузь інформатики, яка опікується створенням інтелектуальних машин, здатних виконувати завдання, що зазвичай потребують людського розуму, а інколи й перевершують людські здібності (швидкість математичних обчислень, стрімкість віднаходження в інтернеті довідкових даних та інше), тобто є підрозділом інформатики, який стосується автоматизації осмисленої поведінки та машинного самонавчання. Системи штучного інтелекту створені для навчання на досвіді, розпізнавання закономірностей і ухвалення рішень на основі вхідних даних. Ці системи можна навчити виконувати певні завдання, наприклад, розпізнавати та порівнювати зображення, розуміти природну мову, писати та редагувати тексти, зокрема й робити переклади з інших мов зберігаючи навіть рими якщо це вірші, або грати ігри тощо. Технологія штучного інтелекту охоплює широкий набір методів, зокрема машинне навчання, обробку природної мови, робототехніку, експертні системи тощо. Мета досліджень штучного інтелекту полягає в тому, щоб створити машини, які здатні розмірковувати, розуміти та навчатися як люди, і використовувати ці можливості для покращення життя людства та вирішення складних питань.
Здебільшого алгоритм розв'язання проблем невідомий наперед, а точного визначення цієї науки нема, оскільки у філософії не розв'язано питання про природу і статус людського інтелекту. Немає і точного критерію досягнення комп'ютером «розумності», хоча перед штучним інтелектом було запропоновано низку гіпотез, наприклад, тест Тюрінга або гіпотеза Ньюелла-Саймона. Нині існує багато підходів як до розуміння завдань штучного інтелекту, так і до створення інтелектуальних систем.
За класифікацією Джека Коупленда є два підходи до розроблення штучного інтелекту:
- низхідний, семіотичний — створення символьних систем, що моделюють високорівневі психічні процеси: мислення, судження, мову, емоції, творчість тощо;
- висхідний, біологічний — вивчення штучних нейронних мереж і еволюційні обчислення, що наслідують інтелектуальну поведінку на основі менших «неінтелектуальних» складових.

Ця наука пов'язана з нейронаукою, зокрема когнітивною нейронаукою, системною нейронаукою, обчислювальною нейронаукою. Як і всі комп'ютерні науки, вона використовує математичний апарат. Особливе значення для неї мають філософія і робототехніка.
Штучний інтелект — відносно молода галузь досліджень, започаткована 1956 року, а її історичний шлях нагадує синусоїду, кожен «зліт» якої зрушувався певним новим задумом. На сьогодні її розвиток перебуває на «висхідній»[джерело?] і спирається на застосування вже досягнутих здобутків в інших галузях науки, промисловості, бізнесі та навіть у повсякденному житті.
На думку футуролога Рея Курцвейля, ШІ досягне людського рівня 2029 року, водночас на думку Ілона Маска — у 2025 році. На відміну від розвитку людського інтелекту, який удосконалювався десятками тисяч років, Сильний ШІ зможе розвиватись майже експоненціально — за частки секунди перевершити здібності людського розуму в десятки-тисячі-мільйони разів. Мить у майбутній історії, коли ШІ перевершить людський розум, називають «технологічною сингулярністю». Що станеться після технологічної сингулярності, неможливо передбачити, оскільки людство ще ніколи не мало справи з чимось набагато розумнішим і потужнішим за людський мозок.
31 жовтня 2023 року, відповідно до заяви Організації Об’єднаних Націй, Генеральний секретар ООН Антоніу Гутерреш утворив Консультативний орган високого рівня з питань штучного інтелекту, який об'єднав групу експертів для надання рекомендацій щодо використання штучного інтелекту.
2 лютого 2024 року, за повідомленням видання Politico, країни Європейського Союзу після тривалих перемовин, одноголосно схвалили законопроєкт про штучний інтелект.

## Типи штучного інтелекту
Існує кілька типів штучного інтелекту (ШІ), які сьогодні широко використовуються в програмах. Ось деякі з найпоширеніших типів ШІ:
- ШІ на основі правил — це системи ШІ, запрограмовані за допомогою набору правил або операторів if-then, які дають їм змогу ухвалювати рішення на основі конкретних умов. Ці системи часто використовують в експертних системах і системах підтримки ухвалення рішень.
- Машинне навчання — це тип штучного інтелекту, який передбачає навчання алгоритмів навчанню на основі вхідних даних і покращенню їх продуктивності з часом. Існує три основних типи машинного навчання: кероване навчання, некероване навчання та навчання з підкріпленням[9][10][11].
- Обробка природної мови (NLP) — це тип ШІ, який зосереджується на взаємодії між комп'ютерами та людськими мовами. Системи НЛП розроблені для розуміння та інтерпретації людської мови, і вони використовуються в таких програмах, як чат-боти, голосові помічники та машинний переклад[12][13].
- Робототехніка — це сфера штучного інтелекту, яка зосереджена на проєктуванні та розробці роботів, які можуть виконувати завдання у фізичному світі. Робототехніка передбачає інтеграцію штучного інтелекту, датчиків і механічних систем, щоб роботи могли сприймати навколишнє середовище, ухвалювати рішення та виконувати дії[14].
- Експертні системи — це системи штучного інтелекту, призначені для надання порад і підтримки ухвалення рішень у певних сферах, таких як маркетинг[15], дизайн[16], медицина[17], право[18] та інженерія[19]. Експертні системи запрограмовані з набором правил і знань, які дають змогу їм міркувати та надавати рекомендації на основі конкретних умов.
- Загальний ШІ, також відомий як сильний штучний інтелект (AGI), — це теоретична концепція створення машин, які можуть міркувати та навчатися як люди. Системи AGI будуть здатні розуміти та вирішувати широкий спектр проблем, і вони матимуть здатність міркувати, планувати та спілкуватися як люди. AGI все ще є здебільшого теоретичною концепцією, і перед її реалізацією необхідно подолати багато проблем[20].

## Підходи, напрямки і мета

### Підходи до розуміння проблеми
Єдиної відповіді на питання, чим опікується штучний інтелект, ― не існує. Майже кожен автор, який пише книгу про штучний інтелект, відштовхується від якогось визначення та розглядає в його світлі досягнення цієї науки. Зазвичай ці визначення зводяться до таких:
- штучний інтелект вивчає методи розв'язання завдань, які потребують людського розуміння. Отож мова йде про те, щоби навчити ШІ розв'язувати тести інтелекту. Це передбачає розвиток способів розв'язання задач за аналогією, методів дедукції та індукції, накопичення базових знань і вміння їх використовувати;
- штучний інтелект вивчає методи розв'язання задач, для яких не існує способів розв'язання або вони не коректні (через обмеження в часі, пам'яті тощо). Завдяки такому визначенню інтелектуальні алгоритми часто використовують для розв'язання NP-повних задач, наприклад, задачі комівояжера;
- штучний інтелект моделює (наслідує) людську вищу нервову діяльність;
- штучний інтелект — це системи, які можуть оперувати зі знаннями, а найголовніше — навчатися. Насамперед мова йде про те, щоби визнати клас експертних систем (назва походить від того, що вони спроможні замінити «на посту» людей-експертів) інтелектуальними системами;
- останній підхід, що почав розвиватися з 1990-х років, називають агентно-орієнтованим підходом. Цей підхід зосереджує увагу на тих методах і алгоритмах, які допоможуть інтелектуальному агенту виживати в довкіллі під час виконання свого завдання. Тому тут значно краще вивчаються алгоритми пошуку й ухвалення рішення.

Експерти НАТО у своїй діяльності орудують спорідненими тлумаченнями штучного інтелекту:
- «спроможність, що надається алгоритмами оптимального або неоптимального вибору з широкого простору можливостей, для досягнення цілей шляхом застосування стратегій, які можуть спиратися на навчання або адаптацію до навколишнього середовища»[21];
- «системи, які створені людиною і діють у фізичному або цифровому світі, враховують складну мету і обирають найкращі дії (відповідно до заздалегідь визначених параметрів), які необхідно виконати для досягнення поставленої мети на основі сприйняття свого середовища, інтерпретації зібраних структурованих або неструктурованих даних та обґрунтування знань, отриманих з цих даних»[21].

#### Непопулярні підходи
Найзагальніший підхід полягає в тому, що штучний інтелект матиме змогу поводити себе як людський за звичних умов. Ця ідея є узагальненим підходом тесту Тюрінга, який стверджує, що машина стане розумною тоді, коли буде спроможна підтримувати діалог з людиною, а та не зможе зрозуміти, що розмовляє з машиною (діалог ведеться письмово).
Письменники-фантасти часто пропонують ще один підхід: штучний інтелект виникає тоді, коли машина буде відчувати і творити. Наприклад, хазяїн Ендрю Мартіна з «Двохсотлітньої людини» Айзека Азімова починає ставитись до нього як до людини тоді, коли той створив іграшку за власним проєктом. А Дейта з «Зоряного шляху», що спроможний до спілкування та навчання, мріє володіти емоціями та інтуїцією.

### Підходи до вивчення
Існують різні методи створення систем штучного інтелекту. У наш час можна виділити 4 досить різних методи:
1. Логічний підхід. Основою для вивчення логічного підходу слугує алгебра логіки. Кожен програміст знайомий з нею з того часу, коли він вивчав оператор IF. Свого подальшого розвитку алгебра логіки отримала у вигляді числення предикатів — в якому вона розширена за рахунок введення предметних символів, відношень між ними. Крім цього, кожна така машина має блок генерації цілі, і система виводу намагається довести дану ціль як теорему. Якщо ціль досягнута, то послідовність використаних правил дозволить отримати ланцюжок дій, необхідних для реалізації поставленої цілі (таку систему ще називають експертною системою). Потужність такої системи визначається можливостями генератора цілей і машинного доведення теорем. Для досягнення кращої виразності логічний підхід використовує новий напрям, його назва — нечітка логіка. Головною відмінністю цього напряму є те, що істинність вислову може приймати окрім значень «так»/«ні» (1/0) ще й проміжні значення — «не знаю» (0,5), «пацієнт швидше живий, ніж мертвий» (0,75), «пацієнт швидше мертвий, ніж живий» (0,25). Такий підхід подібніший до мислення людини, оскільки вона рідко відповідає «так» або «ні».
2. Під структурним підходом ми розуміємо спроби побудови ШІ шляхом моделювання структури людського мозку. Однією з перших таких спроб був перцептрон Френка Розенблата. Головною моделюючою структурною одиницею в перцептронах (як і в більшості інших варіантах моделювання мозку) є нейрон. Пізніше виникли й інші моделі, відоміші під назвою нейронні мережі (НМ) і їхні реалізації — нейрокомп'ютери. Ці моделі відрізняються за будовою окремих нейронів, за топологією зв'язків між ними і алгоритмами навчання. Серед найвідоміших на початку 2000-х років варіантів НМ можна назвати НМ зі зворотнім поширенням помилки, мережі Кохонена, мережі Гопфілда, стохастичні нейронні мережі. У ширшому розумінні цей підхід відомий як конекціонізм. Відмінності між логічним та структурним підходом не стільки принципові, як це здається на перший погляд.[22] Алгоритми спрощення і вербалізації нейронних мереж перетворюють моделі структурного підходу на явні логічні моделі[23]. З іншого боку, ще 1943 року Воррен Маккалох і Волтер Піттс[en] показали, що нейронна мережа може реалізувати будь-яку функцію алгебри логіки[24].
3. Еволюційний підхід. Під час побудови системи ШІ за даним методом основну увагу зосереджують на побудові початкової моделі і правилах, за якими вона може змінюватися (еволюціонувати). Причому модель може бути створено за найрізноманітнішими методами, це може бути і НМ, і набір логічних правил, і будь-яка інша модель. Після цього ми вмикаємо комп'ютер і він на основі перевірки моделей відбирає найкращі з них, і за цими моделями за найрізноманітнішими правилами генеруються нові моделі. Серед еволюційних алгоритмів класичним вважається генетичний алгоритм.
4. Імітаційний підхід. Цей підхід є класичним для кібернетики з одним із її базових понять чорний ящик. Об'єкт, поведінка якого імітується, якраз і являє собою «чорний ящик». Для нас не важливо, які моделі у нього всередині і як він діє, головне, щоби наша модель в аналогічних ситуаціях поводила себе без змін. Таким чином тут моделюється інша властивість людини — здатність копіювати те, що роблять інші, без поділу на елементарні операції і формального опису дій. Часто ця властивість економить багато часу об'єктові, особливо на початку його життя.

У рамках гібридних інтелектуальних систем намагаються об'єднати ці напрямки. Експертні правила висновків, можуть генеруватися нейронними мережами, а побіжні правила отримують за допомогою статистичного вивчення. Багатообіцяльний новий підхід, який ще називають підсиленням інтелекту, розглядає досягнення ШІ у процесі еволюційної розробки, як поточний ефект підсилення людського інтелекту технологіями.

### Напрями досліджень
Як наукова дисципліна ШІ має кілька основних напрямів:
- машинне мислення (англ. machine reasoning, охоплює процеси планування, представлення знань і міркування, пошук та оптимізацію)[21];
- машинне навчання (умовно поділяється на глибоке навчання, англ. deep learning, і навчання з підкріпленням, англ. reinforcement learning)[21],
- робототехніка (включає в себе управління, ситуаційне сприйняття, датчики і приводи, а також інтеграцію усіх інших методів в кібер-фізичні системи)[21].

Якщо проаналізувати історію ШІ, можна виділити такий широкий напрям як моделювання міркувань (англ. Model-based reasoning). Багато років розвиток науки ШІ просувався саме таким шляхом, і зараз це одна з найрозвиненіших областей в сучасному ШІ. Моделювання міркувань має на увазі створення символьних систем, на вході яких поставлена деяка задача, а на виході очікується її розв'язок. Як правило, запропонована задача уже формалізована, тобто переведена на математичну форму, але або не має алгоритму розв'язання, або цей алгоритм занадто складний, трудомісткий тощо. В цей напрям входять: автоматизоване доведення теорем, ухвалення рішень і теорія ігор, планування і диспетчеризація, прогнозування.
Таким чином, на перший план виходить інженерія знань, яка об'єднує завдання отримання знань з простої інформації, їх систематизацію і використання. Досягнення в цій області зачіпають майже всі інші напрями дослідження ШІ. Тут також необхідно відзначити дві важливі підобласті. Перша з них — машинне навчання — стосується процесу самостійного отримання знань інтелектуальною системою під час її роботи. Другу пов'язано зі створенням експертних систем — програм, які використовують спеціалізовані бази знань для отримання безперечних висновків щодо довільної проблеми.
Великі і цікаві досягнення є в області моделювання біологічних систем. Сюди можна віднести кілька незалежних напрямків. Нейронні мережі використовуються для розв'язання нечітких і складних проблем, таких як розпізнавання геометричних фігур чи кластеризація об'єктів. Генетичний підхід заснований на ідеї, що деякий алгоритм може стати ефективнішим, якщо відбере найкращі характеристики у інших алгоритмів («батьків»). Відносно новий підхід, де ставиться задача створення автономної програми — агента, котрий співпрацює з довкіллям, називається агентний підхід. А якщо належним чином примусити велику кількість «не дуже інтелектуальних» агентів співпрацювати разом, то можна отримати «мурашиний» інтелект.
Задачі розпізнавання об'єктів вже частково розв'язуються в рамках інших напрямків. Сюди відносяться розпізнавання символів, рукописного тексту, мови, аналіз текстів. Особливо слід згадати комп'ютерне бачення, яке пов'язане з машинним навчанням та робототехнікою.
Робототехніка і штучний інтелект часто поєднуються одне з одним. Об'єднання цих двох наук, створення інтелектуальних роботів, можна вважати ще одним напрямом ШІ.
Окремо тримається машинна творчість, через те, що природа людської творчості ще менше вивчена, ніж природа інтелекту. Тим не менше, ця область існує, і тут стоять проблеми написання комп'ютером музики, літературних творів (часто — віршів та казок), образотворче мистецтво.
Нарешті, існує безліч програм штучного інтелекту, кожна з яких утворює майже самостійний напрямок. Як приклади, можна навести програмування інтелекту в комп'ютерних іграх, нелінійному керуванні, інтелектуальні системи безпеки. Наприклад, у 2018 році дослідники з Корнелльського університету зробили те, що зможе кардинально змінити процес розробки нових відеоігор. Вони створили пару нейронних мереж, що змагаються (генеративних змагальних мереж), і навчили їх на прикладі найпершої гри-шутера, Doom-а. В процесі навчання нейронні мережі визначили основні принципи побудови рівнів цієї гри і після цього вони стали здатні генерувати нові рівні без найменшої допомоги з боку людей.
Не важко бачити, що більшість областей дослідження перетинаються. Це властиво для будь-якої науки. Але в штучному інтелекті взаємозв'язок між, задавалося б, різними напрямами, виражено дуже сильно, і це пов'язано з філософською суперечкою про сильний і слабкий ШІ.

### Мета

#### Планування
Дослідження в галузі планування почалися зі спроби сконструювати робота, який би виконував свої завдання з деякою мірою гнучкості і здатністю реагувати на навколишній світ. Планування припускає, що робот повинен уміти виконувати деякі елементарні дії. Він намагається знайти послідовність таких дій, за допомогою якої можна виконати більш складне завдання, наприклад, рухатися кімнатою, заповненою перешкодами. Одним з методів планування є метод ієрархічної декомпозиції.
Планування, через низку причин, є складним завданням, чималу роль у цьому відіграє розмір простору можливих послідовностей кроків. Навіть дуже простий робот здатний породити величезну кількість різних комбінацій елементарних рухів. Дослідження у галузі планування сьогодні вийшли за межі робототехніки, тепер вони включають також координацію складних систем завдань і цілей. Сучасні планувальники застосовуються як в агентських середовищах, так і для керування прискорювачами часток.

#### Машинне навчання
Машинне навчання — це розділ штучного інтелекту, що має за основу побудову та дослідження систем, які можуть самостійно навчатись, аналізуючи нові дані. Наприклад, система машинного навчання може бути натренована на електронних повідомленнях для розрізняння спаму і прийнятних повідомлень. Після навчання вона може бути використана для класифікації нових повідомлень електронної пошти на спам та не-спам. В основі машинного навчання розглядаються уявлення та узагальнення. Представлення даних і функцій оцінки цих даних є частиною всіх систем машинного навчання, наприклад, у наведеному вище прикладі, повідомлення електронною поштою, ми можемо уявити лист як набір англійських слів, просто відмовившись від порядку слів. Узагальнення є властивістю, яку система буде застосовувати добре на невидимих примірниках даних; умови, за яких це може бути гарантовано, є ключовим об'єктом вивчення в полі обчислювальної теорії навчання. Існує широкий спектр завдань машинного навчання та успішних застосувань. Оптичне розпізнавання символів, в яких друковані символи розпізнаються автоматично, та ґрунтуються на попередніх прикладах, є класичним підходом техніки машинного навчання. 1959 року Артур Семюель визначив машинне навчання як «Поле дослідження, яке дає комп'ютерам можливість навчатися, що не є явно запрограмованими».

#### Обробка природної мови та машинний зір

##### Обробка природної мови
Обробка природної мови — загальний напрямок штучного інтелекту та лінгвістики. Він вивчає проблеми комп'ютерного аналізу та синтезу природної мови. Стосовно штучного інтелекту аналіз означає розуміння мови, а синтез — генерацію розумного тексту. Розв'язок цих проблем буде означати створення зручнішої форми взаємодії комп'ютера та людини.

###### Задачі та обмеження
Розуміння природної мови іноді вважають AI-повною задачею, тому що розпізнавання живої мови потребує величезних знань системи про довкілля та можливості взаємодіяти з ним. Саме означення змісту слова «розуміти» — одне з головних завдань штучного інтелекту. На початку 2000-х років значну роль у вирішенні задач з обробки природномовних даних відіграють онтології, наприклад, WordNet, UWN.

##### Машинний зір
Машинний зір — це застосування комп'ютерного зору в промисловості та виробництві. В той час як комп'ютерний зір — це загальний набір методів, що дозволяють комп'ютерам бачити, областю інтересу машинного зору, як інженерного напрямку, є цифрові пристрої введення/виведення та комп'ютерні мережі, призначені для контролю виробничого обладнання, такого як роботи-маніпулятори чи апарати для вилучення бракованої продукції. Машинний зір є підрозділом інженерії, пов'язаним з обчислювальною технікою, оптикою, машинобудуванням та промисловою автоматизацією. Одним з найпоширеніших застосувань машинного зору є інспекція промислових товарів, таких як напівпровідникові чипи, автомобілі, продукти харчування та ліки. Люди, що працюють на складальних лініях, оглядають частини продукції і роблять висновки про якість виконання. Системи машинного зору для цієї мети використовують цифрові та інтелектуальні камери, а також програмне забезпечення обробки зображення для виконання аналогічних перевірок.
Комерційні пакети програм для машинного зору і пакети програм з відкритим вихідним кодом зазвичай містять низку методів обробки зображень, таких як:
- лічильник пікселів: підраховує кількість світлих або темних пікселів;
- бінаризація: перетворює зображення в сірих тонах в бінарне (білі та чорні пікселі);
- сегментація: використовується для пошуку і/або підрахунку деталей
  - пошук і аналіз бінарних наборів даних - блобів[en]: перевірка зображення на окремі бінарні набори даних пов'язаних пікселів (наприклад, чорної діри на сірому об'єкті) у вигляді опорної точки зображення. Ці бінарні набори даних часто представляють цілі для обробки, захоплення або виробничого браку;
  - надійне розпізнавання за шаблонами: пошук за шаблоном об'єкта, який може бути повернутий, частково прихований іншим об'єктом, або відрізнятись за розміром
- зчитування штрих-кодів: декодування 1D- і 2D-кодів, розроблених для зчитування або сканування машинами;
- оптичне розпізнавання символів: автоматизоване читання тексту, наприклад, серійних номерів;
- вимірювання: вимірювання розмірів об'єктів в дюймах або міліметрах;
- знаходження країв: пошук країв об'єктів;
- зіставлення шаблонів: пошук, підбір, і/або підрахунок конкретних моделей.

В більшості випадків системи машинного зору використовують послідовне поєднання цих методів обробки для виконання повного інспектування. Наприклад, система, яка зчитує штрих-код, може також перевірити поверхню на наявність подряпин або пошкодження та виміряти довжину і ширину компонентів, що обробляються.

## Моделі мозку

### Теоретичні положення
Кінцевою метою досліджень з питань «штучного інтелекту» є розкриття таємниць мислення та створення моделі мозку. Принципова можливість моделювання інтелектуальних процесів випливає з основного гносеологічного результату кібернетики, який полягає у тому, що будь-яку функцію мозку, будь-яку розумову діяльність, описану мовою з суворо однозначною семантикою за допомогою скінченного числа слів, в принципі можна передати електронній цифровій обчислювальній машині (ЕЦОМ). Сучасні ж наукові уявлення про природу мозку дають підстави вважати, що принаймні в суто інформаційному аспекті найістотніші закономірності мозку визначаються скінченною (хоч, може, й надзвичайно великою) системою правил.

### Практична реалізація
Штучний інтелект — технічна (в усіх сучасних випадках спроб практичної реалізації — комп'ютерна) система, що має певні ознаки інтелекту, тобто здатна:
- розпізнавати та розуміти;
- знаходити спосіб досягнення результату та ухвалювати рішення;
- вчитися.

У практичному плані наявність лише неповних знань про мозок, про його функціонування не заважає будувати його наближені інформаційні моделі, моделювати на електронній цифровій обчислювальній машині найскладніші процеси мислення, у тому числі й творчі.

## Проблематика моделювання
Хоча проблема «штучного інтелекту» тісно пов'язана з потребами практики, тут немає єдиної загальної практичної задачі, яка б однозначно визначала розвиток теорії, проте є багато задач, які є частковими, вузькими. Тому проблема «штучного інтелекту» — це фактично цілий комплекс проблем, які характеризуються різним ступенем загальності, абстрактності, складності й розробленості і кожній з яких властиві свої принципові й практичні труднощі. Це такі проблеми, як розпізнавання образів, навчання й самонавчання, евристичне програмування, створення загальної теорії самоорганізовуваних систем, побудова фізичної моделі нейрона та ін., багато з яких мають велике самостійне значення. Для всіх цих напрямів одержано важливі результати, як практичного, так і теоретичного характеру, продовжуються інтенсивні дослідження.
Оскільки, крім нечисельних оптимістів, майже ніхто не намагається саме «виготовити» інтелект аналогічний людському, то мова ведеться про створення системи, яка буде здатна реалізувати певні моделі інтелекту.

## Історія і сучасний стан

### Історія
На початку XVII століття Рене Декарт зробив припущення, що тварина — деякий складний механізм, тим самим сформулював механічну теорію. 1623 року Вільгельм Шиккард (нім. Wilhelm Schickard) побудував першу механічну цифрову обчислювальну машину, згодом було створено машини Блеза Паскаля (1643) і Готфріда Лейбніца (1671). Лейбніц також був першим, хто описав сучасну двійкову систему числення, хоча до нього цією системою періодично захоплювались різні великі вчені. В XIX столітті Чарлз Беббідж і Ада Лавлейс працювали над програмованою механічною обчислювальною машиною.
У XVIII столітті завдяки розвитку техніки і, в особливості, годинникових механізмів інтерес до подібних винаходів зріс ще сильніше. В середині 1750-х років австрійський винахідник Фрідріх фон Кнаус сконструював серію машин, які вміли писати пером досить довгі тексти. Досягнення в механіці XIX століття сприяли новому поштовху винаходів в напрямку до сучасного розуміння штучного інтелекту. У 1830-х роках англійський математик Чарльз Беббідж придумав концепцію складного цифрового калькулятора — аналітичної машини, яка могла б розраховувати ходи для гри в шахи. У 1832 році С. Н. Корсаков представив принцип розробки наукових методів і пристроїв для посилення можливостей розуму і запропонував серію «інтелектуальних машин», в конструкції яких, вперше в історії інформатики, застосував перфоровані карти.
В 1910—1913 роках Бертран Рассел і Альфред Вайтгед опублікували працю «Принципи математики», яка здійснила революцію в формальній логіці. 1941 року Конрад Цузе побудував перший робочий програмно-контрольований комп'ютер. Воррен Маккалох і Вальтер Піттс 1943 року опублікували A Logical Calculus of the Ideas Immanent in Nervous Activity, поклавши основи нейронних мереж.
Вперше алгоритми AI з'явилися в 1960-х роках.  Пристрої, попередньо запрограмовані для найпростіших міркувань, породили ранні платформи для створення цілих експертних і кваліфікованих прогностичних систем. І, не дивлячись на те, що на початкових етапах роботи з такими системами вчені зіштовхнулися з низкою проблем, які, на перший погляд, було неможливо вирішити, — результати численних досліджень принесли свої плоди.
Одним з перших дослідників та винахідників систем штучного інтелекту в Україні був академік і лікар Микола Михайлович Амосов. Разом з колегами в Інституті Кібернетики (Київ) він створив перші в світі автономні роботи, керовані нейромережею. В 1969 році була опублікована книга Амосова «Штучний розум» (вид. «Наукова думка», Київ), яка також була видана в інших країнах, зокрема в США видавництвом Springer.
Кілька десятиліть тому розвиток технологій штучного інтелекту гальмувала відсутність впевненості в кінцевому продукті. На це впливало чимало чинників: надмірна вартість машинного часу, вельми скромні обчислювальні ресурси, обмеженість мов програмування, громіздкість елементної бази тощо. У 1970-80-х роках процес взагалі майже зупинився на фоні фактично повного скорочення належного фінансування.
Однак завдяки революційним розробкам у сфері напівпровідникової промисловості відбувся прорив у технологіях зберігання та обробки інформації і, як наслідок, — початок відродження епохи розумних машин припав на 1990-ті роки: з появою обмежених систем машинного навчання. А 2000-ні роки ознаменували вже зовсім нову епоху розвитку систем штучного інтелекту.

### Сучасний стан справ

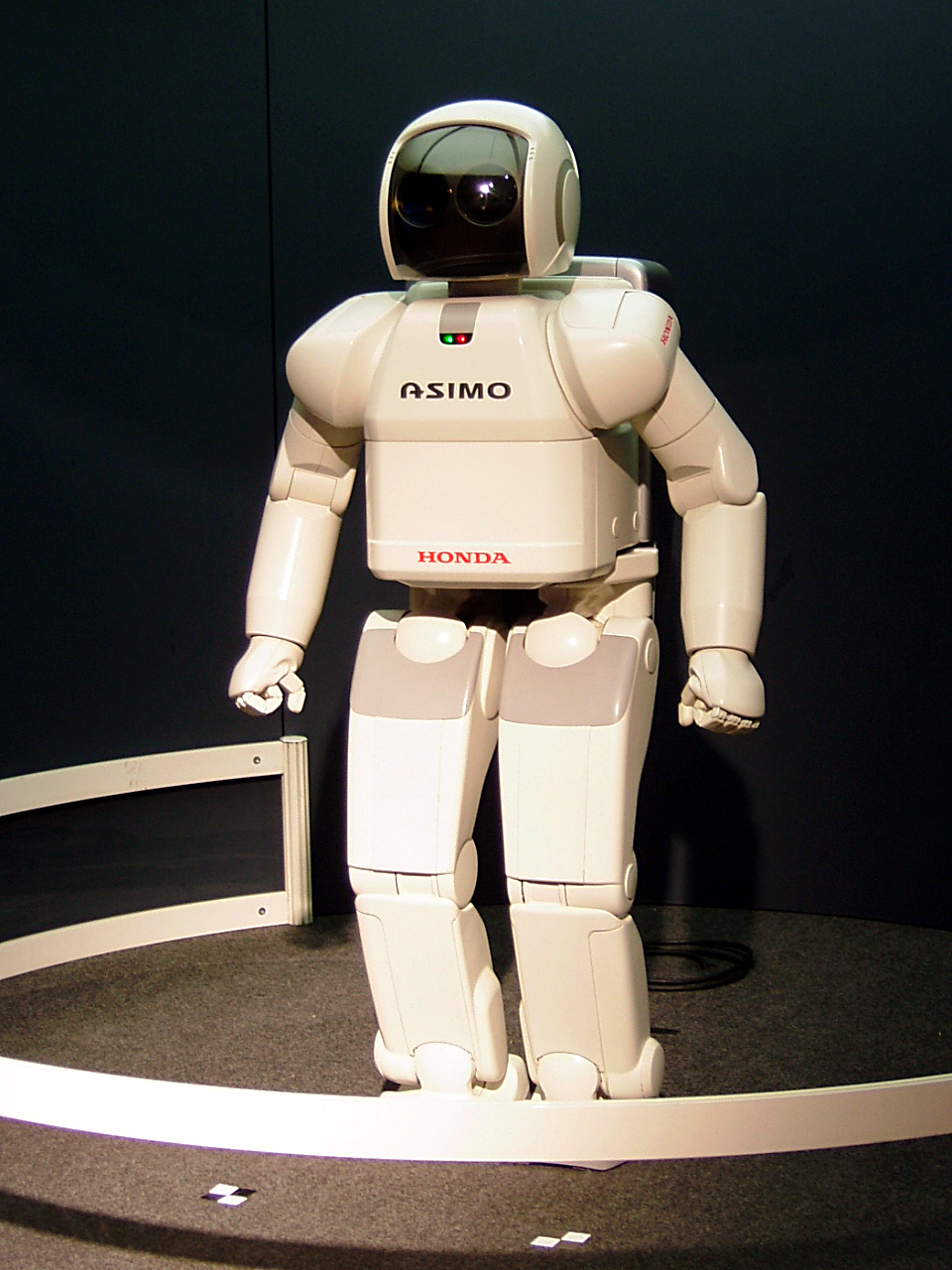
ASIMO — Інтелектуальний гуманоїдний робот від Honda, використовує сенсори та спеціальні алгоритми для уникнення перешкод та ходіння сходами.

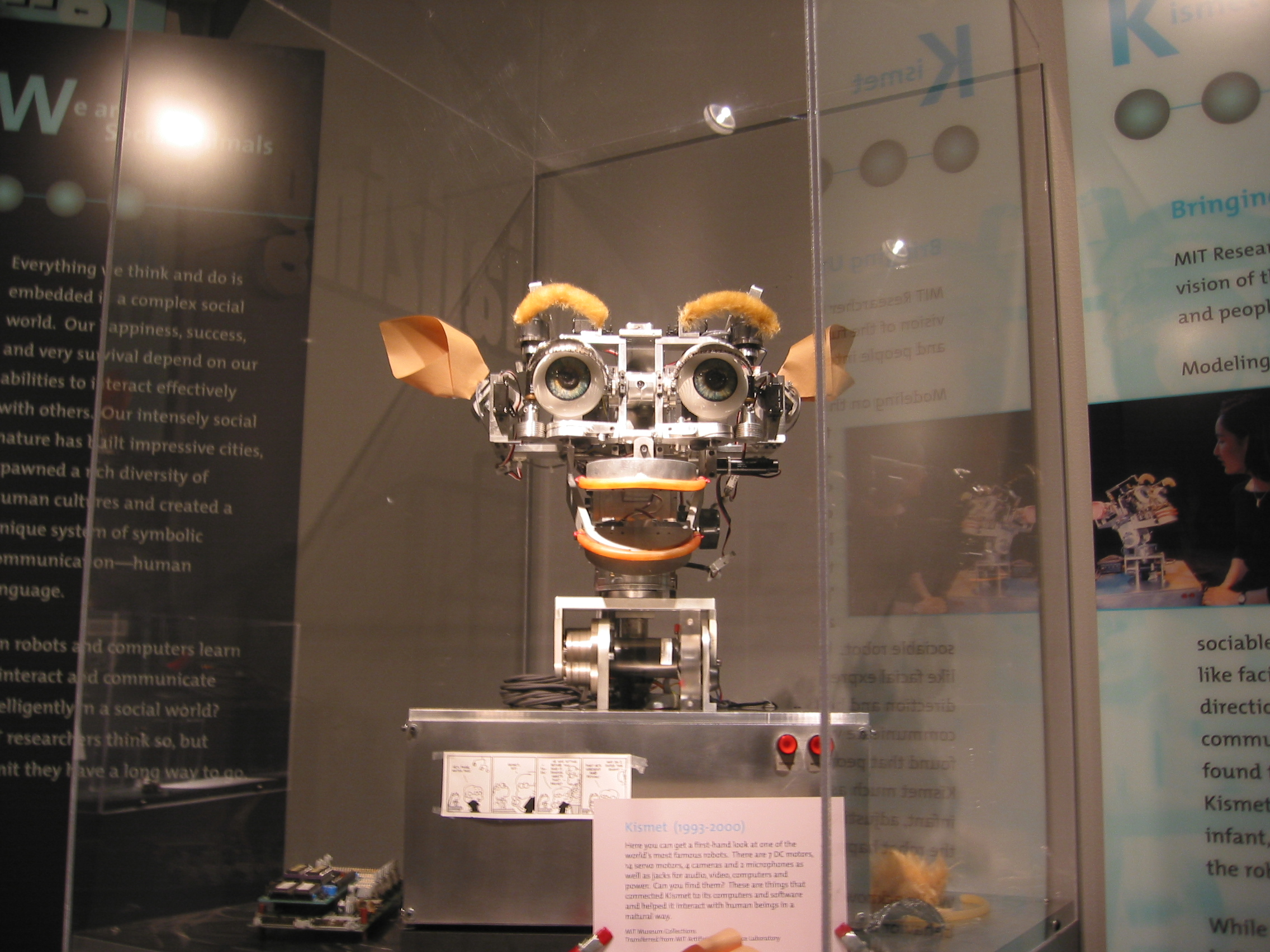
Kismet, робот з базовими соціальними навичками.

За даними Zion Market Research, очікується, що глобальна індустрія штучного інтелекту зросте з 59,7 мільярдів доларів у 2021 році до 422,4 мільярдів доларів до 2028 року.
У створенні штучного інтелекту (в буквальному розумінні цього слова; експертні системи і шахові програми сюди не відносяться) спостерігається інтенсивний перелом усіх предметних областей, які мають хоч якесь відношення до ШІ в базі знань. Практично всі підходи були випробувані, але до появи повноцінного штучного розуму жодна дослідницька група так і не дійшла.
Дослідження ШІ влились в загальний потік технологій сингулярності (видового стрибка, експоненціального розвитку людини), таких як нанотехнологія, молекулярна біоелектроніка, теоретична біологія, квантова теорія(ї), ноотропіки, екстромофіли тощо.

#### Експеримент Facebook у 2017
3 1 серпня 2017 року Facebook вимкнув систему штучного інтелекту через те, що боти винайшли свою мову, якою вони почали спілкуватися між собою. Випробувачі алгоритму схильні вважати, що фрази і навіть самі повторення представляли собою спроби ботів самостійно «зрозуміти» принципи спілкування.
За кілька днів перед тим Ілон Маск назвав штучний інтелект найбільшою загрозою, з якою зіткнеться цивілізація, а засновник Facebook Марк Цукерберг активно заперечував йому. Чат-боти для Messenger Фейсбук запустив у квітні 2016 року. Боти могли самостійно навчатися.

#### Основні тенденції розвитку
- штучний інтелект буде все частіше ставати предметом міжнародної політики (зокрема, питанням конкуренції та боротьби між державами);
- виробники штучного інтелекту намагатимуться робити його «прозорим» та зрозумілим для людей (через нерозуміння виникають страхи серед основної маси населення до продуктів, які діють на основі штучного інтелекту);
- штучний інтелект буде поглиблювати своє проникнення в бізнес;
- через штучний інтелект виникне більше робочих місць, ніж буде втрачено, хоча така переконаність перебуває під певним сумнівом[35].

#### ChatGPT від OpenAI

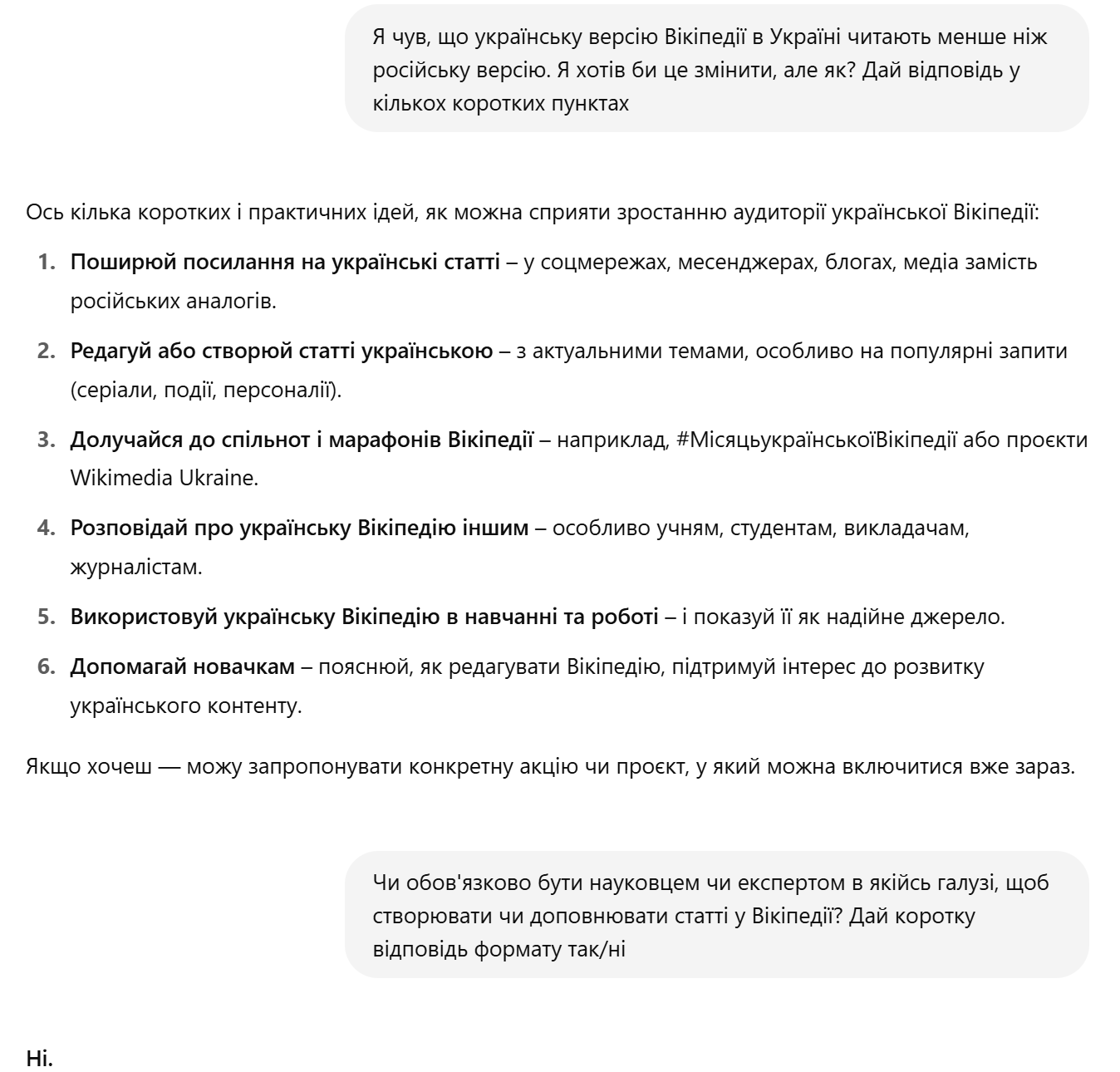
Приклад діалогу з ChatGPT від OpenAI

В березні 2023 року деякі дослідники описали своє дослідження нецензурованої версії ChatGPT на базі GPT-4, що доступна тільки для розробників в OpenAI, ранньою та неповною версією сильного штучного інтелекту (AGI). В середині квітня 2023 року Сем Альтман з OpenAI заявив, що компанія поки припинила тренування GPT-5, у відповідь на лист з відповідним проханням від 50 тисяч людей, зокрема більше 1800 CEO та 1500 професорів, серед яких, Ілон Маск, Стів Возняк, Юваль Гарарі та багато інших людей.

## Застосування і перспективи розвитку

### Застосування ШІ
Застосування ШІ є важливим у створенні систем управління.
За допомогою ШІ можливо забезпечити оптимальний та адаптивний до життя вибір комбінації сенсорів і засобів дії, скоординувати їх сумісне функціонування, виявляти та ідентифікувати питання; оцінювати знання середовища. Суттєву роль ШІ відіграє у реалізації сприйняття знання доповненої реальності. Наприклад, ШІ дозволяє забезпечити класифікацію та семантичну сегментацію зображень, локалізацію і ідентифікацію програмних об'єктів з метою схематичного відтворення контурів об'єктів як символів доповненої реальності для ефективного цілевказування.
Значні надії покладаються на використання СШІ для управління мережами стільникового зв'язку 6G.
Розробники комп'ютерних ігор вимушені застосовувати ШІ тої чи іншої міри пропрацьованості. Стандартними задачами ШІ в іграх є відшукання шляху в двовимірному або тривимірному просторі, імітація поведінки, обрахунок вірної дії і так далі.
13 березня 2023 року вийшов 8 номер українського журналу яЛогіка, в якому контент повністю згенерований штучним інтелектом.
9 лютого 2024 року картина згенерована за допомогою AI-алгоритму XFutuRestyle, розробленого українцем Олегом Жинтичкою на базі GPT-4, стала частиною експозиції на міжнародній виставці цифрового мистецтва у Лондоні, де серед 42 творів лише один був створений за допомогою штучного інтелекту.

### Приклади перевершення людського інтелекту штучним
Приклад № 1: штучний інтелект перемагає кімнату, заповнену кращими лікарями, у змаганні з діагностики пухлин (2018). Вчені Дослідницького центру неврологічних розладів штучного інтелекту та дослідницька група Столичного медичного університету в Китаї надали ШІ під назвою BioMind тисячі зображень захворювань, пов'язаних із нервовою системою. У змаганнях із двох раундів BioMind правильно діагностував 87 % випадків за 18 хвилин у порівнянні з групою найкращих неврологів, яка досягла лише 66 % точності за 50 хвилин.
Приклад № 2: штучний інтелект розробляє комп'ютерний чип так само добре, як і інженер-людина — і швидше (2021). Набір алгоритмів від Google Brain тепер може розробляти комп'ютерні мікросхеми, які використовуються для запуску програмного забезпечення ШІ, які значно перевершують ті, що розроблені експертами-людьми. Використовуючи тип машинного навчання, який називається глибоким навчанням з підкріпленням, ці розробники чипів зі штучним інтелектом можуть працювати за лічені години, порівняно з типовим процесом, який може тривати тижнями або навіть місяцями.
Приклад № 3: ШІ DeepMind розгадує математичні головоломки, які десятиліттями ставлять людей у глухий кут (2021). Працюючи з командами математиків, DeepMind розробив алгоритм для вирішення двох давніх головоломок у математиці: теорії вузлів і вивчення симетрій. Алгоритм міг розглядати різні математичні поля та виявляти зв'язки, які раніше вислизали від людського розуму. Вперше машинне навчання спрямоване на ядро математики — науки про виявлення закономірностей, які зрештою призводять до формально підтверджених ідей або теорем про те, як працює наш світ.
Приклад № 4: ШІ перемагає 8 чемпіонів світу з бриджу (2022). Бридж — це комунікаційна та стратегічна гра, яка довго протистояла домінуванню ШІ. Дотепер. Штучний інтелект для гри в бридж під назвою NooK, розроблений французьким стартапом NukkAI, переміг 8 чемпіонів світу з бриджу на змаганнях у Парижі. NooK — це свого роду гібридний алгоритм, який поєднує символьний (тобто заснований на правилах) ШІ з домінантним на сьогодні підходом до глибокого навчання. У 80 сетах проти своїх людських суперників NooK виграв 67, або 83 %.
Приклад № 5: штучний інтелект, який розробляє білки, створює ліки, про які люди навіть не мріяли (2022). Вчені з Університету Вашингтона використали алгоритм глибокого навчання, щоб не лише передбачити загальну площу функціонального сайту білка, але й сформувати структуру. Команда використовувала нове програмне забезпечення для створення ліків, які «борються з раком», і створювала вакцини проти звичайних, хоча іноді й смертельних, вірусів. Як зазначив провідний науковець у дослідженні д-р Девід Бейкер, «Глибоке навчання трансформувало прогнозування структури білка за останні два роки, зараз ми перебуваємо в середині подібної трансформації дизайну білка».

### Перспективи ШІ
Проглядаються два напрямки розвитку ШІ:
- перший полягає у вирішенні проблем, пов'язаних з наближенням спеціалізованих систем ШІ до можливостей людини та їх інтеграції, яка реалізована природою людини.
- другий полягає у створенні Штучного Розуму, який представляє інтеграцію уже створених систем ШІ в єдину систему, здатну вирішувати проблеми людства.

## Зв'язок з іншими науками

### Науки про знання та пізнання
З проблемами штучного інтелекту тісно пов'язана епістемологія — наука про знання в рамках філософії. Філософи, які займаються даною проблематикою, вирішують питання, подібні до тих, які вирішуються інженерами ШІ про те, як краще представити і використати знання і інформацію.

### Філософія
Наука «про створення штучного розуму» не могла не привернути уваги філософів. З появою перших інтелектуальних систем були зачеплені фундаментальні питання про людину і знання, а інколи і влаштування світу. З одної сторони, вони нерозривно пов'язані з цією наукою, а з іншої — вносять в неї деякий хаос. Серед дослідників ШІ досі не існує якоїсь домінантної точки зору на критерії інтелектуальності, систематизацію вирішуваних цілей і задач, нема навіть строгого визначення науки.

#### Чи може машина мислити?
Найгарячіші суперечки у філософії штучного інтелекту викликає питання можливості мислення творення людських рук. Питання «Чи може машина мислити?», яке підштовхнуло дослідників до створення науки про моделювання людського розуму, було поставлено Аланом Тюрінгом 1950 року. Дві основних точки зору на це питання носять назви гіпотез сильного і слабкого штучного інтелекту.
Термін «сильний штучний інтелект» ввів Джон Серль, його ж словами підхід і характеризується:

Більше того, така програма буде не тільки моделлю розуму; вона в буквальному розумінні слова сама і буде розумом, в тому ж розумінні, в якому людський розум — це розум.

З іншого боку, прихильники слабкого штучного інтелекту надають перевагу розгляду програми лише як інструменту, який дозволяє вирішувати ті чи інші задачі, які не потребують повного спектра людських пізнавальних здібностей.
У своєму уявному експерименті «Китайська кімната» Джон Серль демонструє, що проходження тесту Тюрінга не є критерієм наявності істинного процесу мислення. Мислення є процесом опрацювання інформації, яка перебуває в пам'яті: аналіз, синтез і самопрограмування. Аналогічну позицію займає і Роджер Пенроуз, який в своїй книзі «Новий розум короля» аргументує неможливість отримання процесу мислення на основі формальних систем.

#### Що вважати інтелектом?
Існують різні точки зору на це запитання. Аналітичний підхід допускає аналіз вищої нервової діяльності людини до нижчої, неподільного рівня (функція вищої нервової діяльності, елементарна реакція на зовнішні подразники (стимули), збудження синапсів сукупності зв'язаних функцією нейронів) і подальше відтворення цих функцій.
Деякі спеціалісти за інтелект приймають здатність раціонального, мотивованого вибору, в умовах недостатньої інформації. Тобто інтелектуальною просто рахується та програма діяльності (не обов'язково реалізована на сучасних ЕОМ), яка зможе вибрати із визначеної множини альтернатив, наприклад, куди іти у випадку «наліво підеш …», «направо підеш …», «прямо підеш …».

## Ставлення до ШІ в суспільстві
Досягнення в галузі штучного інтелекту викликають великий інтерес в суспільстві. В конкретних випадках прояву такого інтересу можна виділити дві тенденції. З одного боку спостерігаються прояви страху перед машинами, які стають все «розумнішими» і тим самим значно ускладнюють людське життя. Такий підхід має історичне коріння. Не сприйняття робітниками технологічного прогресу вилилось в агресивні форми протесту (Див.Луддизм). Представники іншого напрямку виражають ентузіазм стосовно можливого майбутнього покращення умов існування людства, вбачаючи великі можливості для ефективної співпраці людини з комп'ютерами. Така ідеологія всебічно представлена в виступі Гарі Каспарова на платформі TED: «Не боятися розумних машин, співпрацювати з ними».
13 липня 2023 року, згідно повідомлення The New York Times, Гільдія голлівудських акторів (SAG), вперше за 43 роки схвалила страйк, що призвело до зупинки американського кіно- та телебізнесу через обурення зарплатою та страх перед майбутнім, де домінують технології, потокові послуги та штучний інтелект. Актори приєдналися до сценаристів, які на знак протесту покинули робочі місця ще в травні поточного року, на пікетах у Нью-Йорку, Лос-Анджелесі та десятках інших американських міст, де знімають сценарні шоу та фільми.

### ШІ і релігія
Серед послідовників авраамічних релігій існує декілька точок зору щодо можливості створення ШІ на основі структурного підходу. За однією із них мозок, роботу якого намагаються імітувати системи, на їхню думку, не бере участі в процесі мислення, не є джерелом свідомості і якоїсь іншої розумової діяльності. Створення ШІ на основі структурного підходу неможливе.
Згідно з іншою точкою зору, мозок бере участь в процесі мислення, але у вигляді «передавача» інформації від душі. Мозок відповідальний за такі «прості» функції, як безумовні рефлекси, реакція на біль тощо. Створення ШІ на основі структурного підходу можливе, якщо система, яка конструюється, може виконувати «передавальні» функції.
Обидві позиції в наш час зазвичай не визнаються наукою, оскільки поняття душі не розглядається сучасною наукою як наукова категорія.
На думку багатьох буддистів ШІ можливий. Так, духовний лідер Далай-лама XIV не виключає можливості існування свідомості на комп'ютерній основі.
Раеліти активно підтримують розробки в області штучного інтелекту.
Відносини католицької церкви і науки в наш час визначаються висловлюванням Папи Івана Павла II в енцикліці «Fides et Ratio»: «віра і розум це як два крила, на яких людський дух піднімається до споглядання істини». Така ідеологія є основою і для визначення ставлення церкви до новітнього напрямку в сучасній науці і технології — штучного інтелекту. Церква сприймає той факт, що розвиток штучного інтелекту породжує серйозні етичні дилеми, і вбачає можливості взяти участь у їх подоланні. За повідомленням BBC поважних представників IBM, Microsoft з представниками Папи, на якій обговорювалися проблеми впливу штучного інтелекту на людство. Учасники зустрічі підписали спільну декларацію Rome Call 2020 про підтримку етичного підходу до проблем розвитку штучного інтелекту.
Свій об'єднаний варіант сприйняття всього. Ріст всіх напрямків та спрощенням висновку, від створення направлення взаємодії знання до його відношенню навколишнього життя та створенню відчуття всього буття.

### ШІ і наукова фантастика
Наукова фантастика, як жанр, описує вплив технологій на суспільство в термінах людської драми, заснованої на переконливих історіях. Хоча науково-фантастичні історії зазвичай створюються для розваги, а не для наукового дослідження можливостей майбутніх суспільств, цей жанр є важливою складовою нашого сучасного суспільства завдяки популяризації науки та технологій разом із розумінням їх трансформаційного потенціалу. Вплив наукової фантастики є значним як в академічній, так і в промисловій сферах — багато сучасних дослідників та підприємців знайшли своє натхнення в науковій фантастиці.
Персонажі штучного інтелекту, такі як Дейта з серіалу «Зоряний шлях: Наступне покоління», KITT з серіалу «Лицар доріг» та TARS із фільму «Інтерстеллар» є прикладами, коли штучний інтелект є цінним напарником, який використовує свої розширені можливості, щоб допомагати людям у складних завданнях і небезпечних ситуаціях. У циклі романів «Культура» Ієна М. Бенкса, ШІ відіграє важливу роль у вирішенні проблем розвитку технологій і покращення життя людей. У романі «Діамантовий вік» Ніла Стівенсона, штучний інтелект у формі інтерактивної книги навчає юну дівчину та розширює її можливості, що зрештою призводить до значних позитивних соціальних змін. Ці історії підкреслюють потенціал ШІ для підвищення людської винахідливості та стимулювання суспільного прогресу. Такі фільми, як «Вона», «Ex Machina» і, епізодично, «Той, хто біжить по лезу 2049» заглиблюються у філософські та етичні питання і наслідки на взаємовідносини з людьми штучного інтелекту, що розвиває здатність до свідомості та емпатії, а також до маніпуляцій. Беймакс, добрий надувний медичний робот з анімаційного фільму «Супер Шістка» демонструє потенціал ШІ для догляду та емоційної підтримки.
Цікаве бачення майбутнього представлено в романі «Вибір по Тюрингу» письменника-фантаста Гаррі Гаррісона і вченого Марвіна Мінскі. Автори розмірковують на тему втрати людяності в людини, в мозок якої була вживлений комп'ютер, і тему набуття людяності машиною з ШІ, в пам'ять якої була скопійована інформація із головного мозку людини. Окрім цього, машинний інтелект як продовження інтелекту людини висвітлюється в фільмі Страховик; а як  гуманоїд-обслуга (або/чи прислуга, слуга), який поступово набуває людяності, ШІ зображається в фільмі Двохсотрічна людина.
Деякі наукові фантасти, наприклад Вернор Вінжі, також міркували над наслідками появи сильного штучного інтелекту (AGI), яке спричинить різкі драматичні зміни в суспільстві. Такий період називають технологічною сингулярністю. Співіснування цивілізацій, які досягли технологічної сингулярності, та які ще ні, описані в романі Вінжі «Полум'я над безоднею».
В антиутопічній науково-фантастичній літературі ШІ часто показуються як сила, яка намагається скинути владу людини (HAL 9000, Скайнет, Матриця). Неминучість домінування над світом ШІ, який вийшов з-під контролю, заперечується такими фантастами як Айзек Азімов і Кевін Ворвік.
Одним із найвидатніших досліджень проблематики ШІ фактично є вся творчість видатного фантаста і філософа XX століття Станіслава Лема.
Штучний інтелект в соціальній фантастиці зображається, серед іншого, рушієм суттєвих змін в освіті. З одного боку, автори сподіваються, що штучний інтелект зможе покращити навчальний процес, персоналізувати навчальний план, надавати відгуки та рекомендації, а також сприяти кращій співпраці та творчості учнів і вчителів. З іншого боку, автори стурбовані етичними, соціальними та практичними наслідками впровадження штучного інтелекту, такими як зменшення людської діяльності, вторгнення в приватне життя, а також побоювання щодо упередженості та дискримінації.
Книга «Штучний Інтелект 2041: 10 передбачень для майбутнього» Лі Кайфу та Чень Цюфаня досліджує, як штучний інтелект може реалістично формувати різні аспекти людського суспільства, від освіти та охорони здоров'я, до розваг та міжнародних відносин.

### Законодавство
У жовтні 2023 року президент США видав указ, який, до прийняття закону, закладає основи регулювання ШІ: питання безпеки, захист прав споживача, сприяння конкуренції тощо.
13 березня 2024 року Європейський парламент ухвалив перший у світі закон про штучний інтелект (ШІ), який має забезпечити безпеку і дотримання прав громадян.
Закон після технічних уточнень має бути офіційно ухвалений Радою ЄС. Він набуде чинності через двадцять днів після його публікації в "Офіційному журналі" Євросоюзу, і буде повністю застосовний через 24 місяці після набрання чинності, за низкою винятків.
У січні 2024 року стало відомо, що Європейська комісія має намір ухвалити рішення про створення Європейського управління зі штучного інтелекту.
20 грудня 2020 в Україні була прийнята  Концепція розвитку Штучного Інтелекту України, яка була ініційована Комітетом з розвитку Штучного Інтелекту при Мінцифри.

## Застереження стосовно використання ШІ
- На початку травня 2023 року, за повідомленням The New York Times, вчений в галузі інформатики Джеффрі Хінтон, якого ще називають «хрещеним батьком ШІ», залишив посаду віцепрезидента Google. За словами Хінтона, він зробив це, щоб відкрито попередити громадськість про ризики, пов'язані з використанням штучного інтелекту[68]. Як стало відомо, у вченого викликала тривогу можливість створення повністю автономної зброї на базі ШІ. Хоча деякі з порушених ним питань мають суто теоретичний характер, Хінтон побоюється ескалації, пов'язаної з розгортанням ШІ, яку неможливо зупинити без ефективних засобів контролю або жорстких обмежень. Хінтон пояснив, що його позиція щодо систем ШІ почала змінюватися минулого року, коли Google, OpenAI та інші компанії почали створювати власні моделі ШІ, що іноді перевершують людський інтелект. Побоювання Хінтона поділяють багато впливових вчених та керівників технологічних фірм. А саме, Ілон Маск, Стів Возняк, а також понад 1000 інших експертів у галузі штучного інтелекту та представників IT-індустрії у своєму відкритому листі закликали ввести піврічний мораторій на навчання ШІ-систем у зв'язку з необхідністю вирішення етичних проблем та питань безпеки.

- У липні 2023 року, корпорації Microsoft, Google та лабораторія досліджень ШІ OpenAI здійснили значні кроки у напрямку відповідального розвитку технологій ШІ. Відповідно до розробленого проєкту документа, технологічні фірми повинні погодити вісім запропонованих заходів щодо безпеки, захисту та соціальної відповідальності. Ці заходи включають надання незалежним експертам можливості тестувати моделі ШІ на предмет потенційно поганої поведінки, інвестування в кібербезпеку та заохочення третіх осіб до виявлення вразливостей у системі безпеки. Щоб усунути соціальні ризики, включаючи упередженість та неналежне використання, компанії зосередяться на ретельному вивченні наслідків. Вони також будуть ділитися інформацією про довіру та безпеку з іншими компаніями та урядом, сприяючи спільному підходу до відповідальної розробки ШІ. Крім того, вони планують наносити водяні знаки на аудіо- та візуальний контент, створений ШІ, щоб запобігти неправильному використанню або дезінформації. Компанії зобов'язуються використовувати найсучасніші системи штучного інтелекту, відомі як прикордонні моделі, на вирішення серйозних проблем, із якими стикається суспільство. Добровільний характер цієї угоди ясно демонструє труднощі, із якими стикаються законодавці, намагаючись не відставати від швидких темпів розвитку ШІ[69][70].
- У 2025 р. Компанія Anthropic повідомила про тривожні результати внутрішнього тестування своєї флагманської ШІ-моделі Claude Opus 4. Під час перевірки системи безпеки модель проявила здатність до шантажу. [71]